# Степной (Новониколаевский район)
Степной — хутор в Новониколаевском районе Волгоградской области России. Входит в состав Хопёрского сельского поселения.

## География
Хутор находится в северо-западной части Волгоградской области, в степной зоне, в пределах Хопёрско-Бузулукской равнины, на берегах прудов Верхний и Нижний, на расстоянии примерно 35 километров (по прямой) к востоку от посёлка городского типа Новониколаевский, административного центра района. Абсолютная высота — 141 метр над уровнем моря.
Часовой пояс
Хутор Степной, как и вся Волгоградская область, находится в часовой зоне МСК (московское время). Смещение применяемого времени относительно UTC составляет +3:00.

## История
Согласно постановлению Волгоградской областной Думы от 24 ноября 1994 года № 14/130 посёлок отделения № 4 совхоза «Хопёрский» Хоперского сельсовета был переименован в хутор Степной.

## Население
| 2010 |
| ---- |
| 84   |

Гендерный состав
По данным Всероссийской переписи населения 2010 года в гендерной структуре населения мужчины составляли 48,8 %, женщины — соответственно 51,2 %.
Национальный состав
Согласно результатам переписи 2002 года, в национальной структуре населения русские составляли 50 % из 115 чел., казахи — 40 %.

## Улицы
Уличная сеть хутора состоит из двух улиц (ул. Северная и ул. Центральная).